# Robert Murphy Mayo
Robert Murphy Mayo (* 28. April 1836 in Hague, Westmoreland County, Virginia; † 29. März 1896 ebenda) war ein US-amerikanischer Politiker. In den Jahren 1883 und 1884 vertrat er den Bundesstaat Virginia im US-Repräsentantenhaus.

## Werdegang
Robert Mayo besuchte private Schulen und danach das College of William & Mary in Williamsburg. Im Jahr 1858 absolvierte er das Virginia Military Institute in Lexington. Anschließend unterrichtete er an der Mount Pleasant Military Academy im Staat New York und später am Virginia Military Institute Mathematik. Gleichzeitig begann er an der Lexington Law School, der späteren Washington and Lee University, ein Jurastudium. Während des Bürgerkrieges diente er zunächst als Major und später als Oberst im Heer der Konföderation. Nach dem Krieg wurde er im Jahr 1865 als Rechtsanwalt zugelassen, worauf er in seinem Heimatort Hague in diesem Beruf arbeitete. Gleichzeitig schlug er eine politische Laufbahn ein. In den Jahren 1881 und 1882 sowie nochmals von 1885 bis 1888 saß er im Abgeordnetenhaus von Virginia.
Bei den Kongresswahlen des Jahres 1882 wurde Mayo als Kandidat der kurzlebigen Readjuster Party im ersten Wahlbezirk von Virginia in das US-Repräsentantenhaus in Washington, D.C. gewählt, wo er am 4. März 1883 die Nachfolge des vorherigen Amtsinhabers George Tankard Garrison antrat. Dieser legte gegen den Wahlausgang Widerspruch ein. Als diesem stattgegeben wurde, musste Mayo sein Mandat am 20. März 1884 wieder an Garrison abtreten. Bei den regulären Wahlen des Jahres 1884 bewarb er sich erfolglos um seine Rückkehr in den Kongress. 
Nach dem Ende seiner Zeit im US-Repräsentantenhaus praktizierte Robert Mayo wieder als Anwalt. Er starb am 29. März 1896 in seinem Geburtsort Hague.